# 1904-es magyar vívóbajnokság
Az 1904-es magyar vívóbajnokság az ötödik magyar bajnokság volt. A bajnokságot április 22. és 24. között rendezték meg Budapesten, a tőrbajnokságot a MAC margitszigeti vívótermében, a kardbajnokságot pedig a MAC margitszigeti vívótermében (selejtező) és a Vigadóban (döntő).

## Eredmények
| Versenyszám     | Arany              | Arany | Ezüst             | Ezüst | Bronz                    | Bronz |
| --------------- | ------------------ | ----- | ----------------- | ----- | ------------------------ | ----- |
| Férfi tőrvívás  | Mészáros Ervin MAC |       | Békessy Béla MAC  |       | Tóth Péter MAC           |       |
| Férfi kardvívás | Békessy Béla MAC   |       | Krencsey Géza MAC |       | Halász Gyula Fővárosi VC |       |